# Queen Industries
Queen Industries é uma empresa fictícia do universo da DC Comics. Ela pertence e é dirigida por Oliver Queen, que é o Arqueiro Verde. Oliver relutantemente herdou a empresa depois que seus pais, Robert e Laura Queen, foram mortos no safari. Foi fundada por Robert Queen.

## História
Nos primeiros dias de propriedade de Oliver, a Queen Industries fez grande parte de seus lucros da venda de armas e munições. Em "Peacemakers", escrito por Dennis O'Neil, Oliver descobre alguns dos impactos desastrosos que as armas que ele está fazendo em outros países. Como resultado, Oliver decide vender o que resta da empresa, dando a todos os recursos para um esforço para aliviar a guerra. (Isso foi uma releitura amplamente aceita da história original de como Queen perdeu sua fortuna restante para um homem chamado John Deleon).
Depois de muitos anos, a Queen Industries foi sem seu homônimo proprietário efervescente, como Arqueiro Verde atravessou o país, para descobrir a verdadeira América. Durante este período, ele formou valores fortemente liberais (em contraste com seu frequente parceiro viagem conservador, Lanterna Verde), que ele nunca foi tímido ao expor, o que definiu e motivou sua carreira mais tarde. A força de suas convicções, de fato tornou-se uma de suas características mais indeléveis, e foi uma influência principal no novo tratamento da questão social como um tema válido para os quadrinhos de super-heróis tradicionais.
Eventualmente, Oliver Queen foi capaz de reafirmar seu controle da Queen Industries, agora despojado de seus contratos de armas. Ele usou a renda a partir dele para financiar secretamente suas atividades de super-heróis. Originalmente, grande parte do dinheiro foi canalizado para financiar a incipiente Liga da Justiça da América. No entanto, isso acabou quando Oliver saiu da LJA, tendo decidido que eles só estavam interessados na luta contra as grandes batalhas com os vilões, e não estavam olhando para fora o suficiente para "o pequeno rapaz". Desde então, a renda da Queen Industries foi para doações de caridade e para financiar suas próprias atividades de combate ao crime.

## Em outras mídias

### Televisão

#### Smallville
- Queen Industries foi mencionado em Smallville, uma série de televisão baseada no início da vida de Superman, várias vezes e é uma empresa de eletrônicos na série.

No episódio "Requiem" da temporada 8, é revelado que Tess Mercer vendeu o controle acionário da LuthorCorp para a Queen Industries. No entanto, no final da série e com a continuação de histórias em quadrinhos, depois de Lex Luthor retomar o controle da LuthorCorp (mais tarde renomeando-a LexCorp), a Queen Industries imediatamente dissolve a sua parceria com Luthor após o retorno de Lex.

#### Arrow
- Conhecida como Queen Consolidated na série de televisão Arrow, a empresa está sediada em Starling City, com Walter Steele servindo como executivo-chefe da empresa, mesmo antes de se casar com Moira Queen (a mãe de Oliver, ainda viva nesta versão). A empresa enfrenta sérios problemas após Moira Queen revelar seu papel na empresa (um plano para destruir o Glades, uma área da cidade onde o crime foi particularmente predominante, com uma máquina de criar terremotos criada pela Unidac Industries, que é uma subsidiária da Queen Consolidated). Unidac criou o dispositivo Markov, que usa violação sísmica para causar um terremoto feito pelo homem que atinge grande parte do Glades, mas Oliver consegue manter o controle da empresa, contando com a ajuda de Walter - Walter se divorciou de Moira na temporada anterior e mudou-se para uma posição como gerente financeiro do Starling City Bank - para comprar ações suficientes para Oliver e Walter reterem uma participação de controle na empresa, resultando nos Queens possuírem metade da Queen Consolidated com Isabel Rochev, a vice-presidente de Aquisições da Stellmoor International, comprando a outra metade. Oliver continuou a enfrentar uma luta de poder sutil com Rochev sobre o controle da empresa para a maior parte da temporada, que culminou com ele saber que ela estava aliada com o seu inimigo Slade Wilson só depois que ele entregou temporariamente o controle CEO total sobre ela, alertando-a a tomar medidas para tornar sua posição permanente para que ela pudesse comprar a empresa. Também é revelado que Rochev era amante de Robert Queen e realizou um rancor contra Oliver e sua família depois que seu pai a abandonou, o que a levou a se aliar a Slade para planejar vingança contra a família Queen. Contudo, Wilson injetou a droga Mirakuru para salvá-la depois que ela foi baleada por Diggle, em última análise, ela morre lutando com Oliver Queen, Sara Lance, Nissa al Ghul e a Liga dos Assassinos depois de receber o antídoto.

- Na série spin-off, The Flash, um jornal sob a posse do CEO da S.T.A.R. Labs, Harrison Wells, aparentemente do futuro, revela que a Queen Incorporated se funde com WayneTech em 2024.

- Na série spin-off, Legends of Tomorrow, em um possível futuro onde Ray Palmer nunca retorna de suas aventuras, a companhia é renomeada Smoak Technologies e saiu de Star City por causa dos ataques de Grant Wilson.

### Filme
- Queen Industries é mencionado em umartigo de marketing viral de Batman v Superman: Dawn of Justice da revista Fortune.[3]

### Vídeo-games
- Queen Industries é referenciado em Batman: Arkham Origins e na mais recente adição aos jogos do Batman Batman: Arkham Knight, o logotipo é caracterizado em uma caixa de ferramentas no trailer oficial. O logotipo mais tarde aparece em um contêiner no real jogo localizado no navio do Pinguim. Também no escritório de Pinguim, existem listas de empresas como a AmerTek, LexCorp e Queen Industries. Em Arkham Knight um prédio da Queen industries está sob construção, o prédio apresenta um logo diferente do mostrado em Origins, onde o "Q" é estilizado como uma flecha ao invés de mira. Uma das pessoas infectadas pelo Coringa, Christina Bell será a Diretora Executiva da Queen Industries.